# Имущество предприятия
Имущество предприятия — материальные и нематериальные ценности, которые используются предприятием в производственной деятельности.  Имущество предприятия включает все виды имущества, которые необходимы для осуществления хозяйственной деятельности. Имущество состоит из производственных и непроизводственных фондов, а также других ценностей, которые определённым образом учитываются и стоимость которых отражается в самостоятельном балансе предприятия. В курсе экономики предприятия имущество рассматривается как хозяйственный, экономический ресурс, использование которого обеспечивает успешную деятельность предприятия.
Имущество предприятия является функциональной характеристикой капитала организации. Управление имуществом — определение цены имущества, оптимизация его структуры, эффективность его использования — является одним из основных вопросов ведения бизнеса.